# Bonvillaret
Bonvillaret is een gemeente in het Franse departement Savoie (regio Auvergne-Rhône-Alpes) en telt 117 inwoners (2009). De gemeent maakt deel uit van het arrondissement Saint-Jean-de-Maurienne.

## Geografie
De oppervlakte van Bonvillaret bedraagt 8,5 km², de bevolkingsdichtheid is dus 13,8 inwoners per km². De gemeente ligt in de Maurienne vallei aan de rechteroever van de Arc.
De onderstaande kaart toont de ligging van Bonvillaret met de belangrijkste infrastructuur en aangrenzende gemeenten.

## Demografie
Onderstaande figuur toont het verloop van het inwonertal (bron: INSEE-tellingen).